# 2. deild karla 1960
Die 2. deild karla 1960 war die sechste Spielzeit der zweithöchsten isländischen Fußballliga.

## Modus
Statt der bisherige Einteilung nach Regionen wurden die Vereine in Gruppe A und B aufgeteilt. Die sieben Mannschaften spielten in zwei Gruppen zu drei bzw. vier Teams um die Zweitligameisterschaft. Die Teams spielten innerhalb ihrer Gruppe jeweils einmal gegeneinander. Die beiden Gruppensieger spielten anschließend in einem Entscheidungsspiel den Aufsteiger in die 1. deild karla aus.

## Gruppe A
| Pl. | Verein                | Sp. | S | U | N | Tore    | Quote | Punkte |
| --- | --------------------- | --- | - | - | - | ------- | ----- | ------ |
| 1.  | ÍB Ísafjörður         | 2   | 2 | 0 | 0 | 009:200 | 4,50  | 04:0   |
| 2.  | Þróttur Reykjavík (A) | 2   | 1 | 0 | 1 | 007:500 | 1,40  | 02:20  |
| 3.  | Víkingur Reykjavík    | 2   | 0 | 0 | 2 | 001:100 | 0,10  | 0:40   |

| (A) | Absteiger aus der 1. deild karla 1959 |

|                    | ÍBÍ | ÞRÓ | VÍK |
| ÍB Ísafjörður      |     | 4:2 | 5:0 |
| Þróttur Reykjavík  |     |     | 5:1 |
| Víkingur Reykjavík |     |     |     |

## Gruppe B
| Pl. | Verein               | Sp. | S | U | N | Tore    | Quote | Punkte |
| --- | -------------------- | --- | - | - | - | ------- | ----- | ------ |
| 1.  | ÍB Hafnarfjörður     | 3   | 3 | 0 | 0 | 014:300 | 4,67  | 06:0   |
| 2.  | ÍBV Vestmannaeyja    | 3   | 1 | 0 | 2 | 011:120 | 0,92  | 02:40  |
| 3.  | Reynir Sandgerði     | 3   | 1 | 0 | 2 | 005:800 | 0,63  | 02:40  |
| 4.  | Breiðablik Kópavogur | 3   | 1 | 0 | 2 | 002:900 | 0,22  | 02:40  |

|                      | ÍBH | ÍBV | REY | BRE |
| ÍB Hafnarfjörður     |     |     | 3:0 | 5:0 |
| ÍBV Vestmannaeyja    | 3:6 |     |     |     |
| Reynir Sandgerði     |     | 5:4 |     | 0:1 |
| Breiðablik Kópavogur |     | 1:4 |     |     |

## Finale
|                  | Ergebnis |               |
| ---------------- | -------- | ------------- |
| ÍB Hafnarfjörður | 2:0      | ÍB Ísafjörður |